# Charles Bolles
Pour les articles homonymes, voir Black Bart.
 (septembre 2020).
Si vous disposez d'ouvrages ou d'articles de référence ou si vous connaissez des sites web de qualité traitant du thème abordé ici, merci de compléter l'article en donnant les références utiles à sa vérifiabilité et en les liant à la section « Notes et références ».
Charles Earl Bolles Eastwood, surnommé Black Bart, né dans le comté du Norfolk en Angleterre en 1829, est un hors-la-loi américain. Il était également connu sous les noms de Charles E. Boles et de C.E. Bolton. Bandit gentleman, Black Bart était un des détrousseurs de diligence les plus illustres qui opéraient pendant les années 1870 et 1880 dans la Californie du Nord et dans le Sud de l'Oregon. Il était célèbre autant pour l'audace de ses nombreux vols que par son style et sa sophistication.

## Jeunesse

### Participation à la ruée vers l'or en Californie
Fin 1849, Charles Bolles et l'un de ses cousins prirent part à la ruée vers l'or. Ils commencèrent à prospecter dans le North Fork de l'American River en Californie. Son frère Robert les rejoignit en 1852, mais mourut à San Francisco. Bolles repartit alors vers l'est et se maria en 1854 avec Mary Elizabeth Johnson. Vers 1860, le couple avait construit une maison à Decatur, dans l'Illinois. Bolles décida cependant en 1862 de partir pour la guerre.

### Vétéran de la Guerre de Sécession
C'était l'époque de la Guerre de Sécession et Charles Bolles s'enrôla comme simple soldat le 13 août 1862 à Decatur dans la Compagnie B du 116e régiment de l'Illinois. Plutôt bon soldat, il devint sergent en moins d'un an. Il participa à de nombreuses batailles et campagnes, y compris Vicksburg, où il fut gravement blessé, et la « marche vers la mer » de Sherman. Le 7 juin 1865, il revint à la vie civile à Washington et retourna chez lui dans l'Illinois. Il fut nommé au grade de sous-lieutenant, puis de lieutenant (à titre honorifique).

### Métier
Une légende raconte aussi que Charles Bolles était instituteur, et c'est ce qui expliquerait son amour des poèmes. Ce seraient ses élèves trop insolents qui l'auraient poussé à plonger dans le monde criminel.

## Carrière criminelle

### L'incident de la Wells Fargo dans le Montana
Après les longues années de guerre et une vie tranquille de fermier, un appel vers l'aventure s'empara de Bolles. Vers 1867, il repartit prospecter dans l'Idaho et le Montana. On en sait peu sur sa vie pendant cette période, mais une lettre à sa femme d'août 1871 mentionne un incident désagréable avec des employés de la banque Wells Fargo, et il jura de se faire rembourser. Il arrêta d'écrire et, après quelque temps, sa femme supposa qu'il était mort.

### La première attaque de diligence
Les évènements du Montana marquèrent un tournant décisif dans la vie de Bolles. Il réapparut dans les documents officiels le 26 juillet 1875[réf. souhaitée], quand il attaqua sa première diligence dans le comté de Calaveras, en Californie. Le crime parut inhabituel du fait de la politesse et des bonnes manières du hors-la-loi. Il parlait d'une voix profonde et résonnante, demandant au conducteur de la diligence : « Envoyez-moi le coffre, s'il vous plaît ». Charles Bolles était toujours courtois et ne disait jamais de grossièretés. Il se couvrait le corps de sacs et de toiles de lin pour cacher ses habits et son apparence. Ces traits distinctifs devinrent sa marque de fabrique.

### Le personnage fictif de Black Bart
Charles Bolles, comme beaucoup de ses contemporains, lisait des romans à « dix cents », des histoires qui paraissaient souvent sous la forme de feuilleton dans les journaux locaux. Dans le début des années 1870, le Sacramento Union publiait une nouvelle de ce genre appelée Le Cas de Summerfield, par Caxton (un pseudonyme de William Henry Rhodes (en)). Dans l'histoire, le méchant, habillé en noir, avait de longs cheveux noirs désordonnés, une grande barbe noire et des yeux gris. Il dévalisait les diligences de la Wells Fargo en terrorisant les malchanceux qui croisaient sa route. Le nom du personnage était Black Bart, surnom que Bolles décida d'adopter.

### Un bandit tristement célèbre
Bolles, en tant que Black Bart, attaqua de nombreuses diligences de la Wells Fargo dans le Nord de la Californie entre 1875 et 1883, dont un grand nombre sur la route historique de la piste de Siskiyou entre la Californie et l'Oregon. Puis il se mit à laisser des poèmes sur les sites de ses crimes, comme signature. Black Bart réussissait très bien ses coups et empochait des milliers de dollars par an. Durant sa dernière attaque en 1883, il fut blessé par une balle et fut obligé de s'enfuir. Il laissa derrière lui plusieurs affaires personnelles, dont une paire de lunettes, de la nourriture et un mouchoir avec une marque de blanchisserie.

### La dernière attaque de diligence
Le dernier braquage eut lieu, ironiquement, sur le site de son premier braquage, Funk Hill, juste dans le sud-est de la ville actuelle de Copperopolis. La diligence traversait le Reynolds Ferry sur l'ancien trajet de Sonora vers Milton. Le conducteur de la diligence s'appelait Reason McConnel. À l'intersection du ferry, il fit monter le fils aîné du propriétaire du ferry, Jimmy Rolleri, âgé de 19 ans.
La diligence devait parcourir une route escarpée sur le flanc est de la colline de Funk Hill. Jimmy Rolleri portait un fusil ; quand le véhicule atteignit le bas de la colline, Jimmy descendit : il avait l'intention de chasser le long de la crête sud de la colline et de rattraper la diligence côté ouest. Cependant, en arrivant à l'ouest, il constata que la diligence n'y était pas. Il commença alors à remonter la pente sur le chemin qu'elle aurait dû prendre. Arrivé près du sommet, il vit le conducteur et l'attelage des chevaux, seuls. Rolleri apprit qu'à l'approche du sommet, Black Bart était apparu derrière un rocher avec son fusil de chasse. Il avait fait dételer les chevaux par McConnel, lequel était reparti avec eux sur la crête, côté ouest de la colline, là où Rolleri l'avait rencontré.
Black Bart essayait de retirer le coffre de la diligence. La Wells Fargo l'avait vissé sur le plancher à l'intérieur de la diligence (qui n'avait pas de passagers ce jour-là) et Black Bart mit quelque temps à l'enlever.
McConnel informa Rolleri qu'un braquage était en cours. Rolleri monta à l'endroit où McConnel et les chevaux se trouvaient. Il vit Black Bart sortant de la diligence avec le coffre. McConnel prit le fusil de Rolleri, tira sur Black Bart, mais le rata. Le jeune Rolleri reprit alors son fusil et tira une ou deux fois. Charles Bolles vacilla, lâcha les objets qu'il avait pris du coffre et s'enfuit. Il était probablement blessé, mais pas gravement.

## Enquête sur l'attaque

### Le mouchoir
Le détective de la Wells Fargo, James B. Hume (en) (qui, semble-t-il, ressemblait comme deux gouttes d'eau à Charles Bolles, moustache comprise), trouva plusieurs affaires personnelles sur le lieu de l'attaque, dont un des mouchoirs de Bart qui portait une marque de blanchisserie - F.X.O.7.

### T. Z. Spalding, «ingénieur des mines»
Les détectives de la Wells Fargo, James Humes et Henry Nicholson Morse, contactèrent toutes les blanchisseries de San Francisco, pour trouver celle qui utilisait cette marque. Après avoir visité presque 90 magasins, ils établirent que la marque provenait de Ferguson & Bigg's California Laundry sur Bush Street. Ils purent ainsi identifier le propriétaire du mouchoir, qui vivait dans une modeste pension de famille. Charles Bolles se décrivait lui-même comme un « ingénieur des mines » qui faisait des « voyages fréquents » coïncidant justement avec les attaques contre la Wells Fargo. Après avoir d'abord nié formellement être Black Bart, Bolles finit par avouer qu'il était bien l'auteur de quelques attaques de diligences de la banque, mais ne reconnut que des crimes commis avant 1879. Il est généralement admis que Bolles croyait, à tort, qu'il y aurait prescription, du fait de l'ancienneté des délits. En outre, il prétendait s'appeler T. Z. Spalding. Cependant, quand la police examina ses affaires, ils trouvèrent une Bible, cadeau de sa femme, où son vrai nom était indiqué.
Dans le rapport de police qui suivit son arrestation, il était noté que Charles Bolles était « une personne de grande endurance, montrant une vive intelligence dans la plupart des circonstances, ayant un comportement extrêmement correct, toujours poli et évitant les jurons ».

### Accusé, jugé coupable et condamné
La Wells Fargo ne porta son accusation que sur le dernier vol. Charles Bolles fut déclaré coupable et condamné à six ans de prison à San Quentin, mais son séjour fut ramené à quatre ans pour bonne conduite. Quand il fut libéré en janvier 1888, sa santé s'était fortement détériorée. Il était visiblement âgé, sa vision déclinait et il était devenu sourd d'une oreille. À sa sortie, un essaim de journalistes grouillait autour de lui. Ils lui demandèrent s'il allait continuer à attaquer les diligences. Il répondit en souriant « Non, messieurs, j'en ai fini avec le crime ». Un autre lui demanda s'il allait écrire d'autres poèmes. Il rit, « Ne venez-vous pas de m'entendre dire que j'en avais fini avec le crime ? »

## Disparition

### Maison vide
La fin de Black Bart correspond au romantisme de son époque. Il disparut sans laisser de traces peu après sa libération de prison. La maison où il était en pension à San Francisco fut retrouvée vide en février 1888 et plus personne ne revit le hors-la-loi.

### Usurpateur
Le 14 novembre 1888, une diligence de la Wells Fargo fut attaquée par un homme masqué. Le bandit solitaire laissa un couplet qui disait :

« So here I've stood while wind and rain

Have set the trees a-sobbin,

And risked my life for that box,

That wasn't worth the robbin. »

« Je suis venu ici pendant que le vent et la pluie

Faisaient sangloter les arbres.

Et j'ai risqué ma vie pour ce fichu coffre

Qui ne valait pas le coup. »

Le détective Hume fut appelé pour examiner la note. Après comparaison de l'écriture avec celle du vrai Black Bart du passé, il déclara que le nouveau braquage était le travail d'un usurpateur.

## Rumeurs et théories
Des rumeurs commencèrent à apparaître, prétendant que la Wells Fargo avait payé le bandit pour l'éloigner et l'empêcher d'attaquer ses diligences, ce que la compagnie nia.
Certains pensent qu'ayant déménagé à New York, il y vécut tranquillement jusqu'à sa mort en 1917, mais cela n'a jamais été confirmé. D'autres préfèrent croire à cette fable improbable selon laquelle le bandit poète à la vue déclinante était parti au fin fond du Montana ou peut-être du Nevada pour essayer d'y refaire fortune[réf. nécessaire].
On rapporte que, durant l'été 1888, un voleur de diligences non identifié fut tué près de Virginia City dans le Nevada. Mais si cela avait été Black Bart, il aurait certainement été identifié.

## Poèmes
Charles Bolles a laissé seulement deux poèmes authentiques.
Le premier fut laissé sur le lieu du braquage du 3 août 1877 dans une diligence qui allait de Point Arenas à Duncan Mills :
« I've labored long and hard for bread,
For honor and for riches,
But on my corns too long you've tred,

You fine-haired sons of bitches »
— Black Bart, 1877
        
« J'ai peiné longtemps pour du pain,
l'honneur et des richesses,
Mais vous m'avez trop marché sur les arpions,

Bande de jolis fils de p***. »
Le second poème fut laissé sur le lieu de son braquage du 25 juillet 1878 dans une diligence qui allait de Quincy à Oroville. On y lit :
« Here I lay me down to sleep
To wait the coming morrow,
Perhaps success, perhaps defeat,
And everlasting sorrow.
Yet come what will, I’ll try it once,
My condition couldn't be worse;
And if there is money in that box,

is munny in my purse. »
— Black Bart
        
« Ici je m’étends pour dormir,
Attendre le jour qui viendra demain,
Le succès aussi peut-être, ou bien la défaite,
Voire le chagrin éternel.
Advienne que pourra, je veux l’éprouver une fois,
Ma condition ne saurait être pire ;
Et s'il y a de l'argent dans cette caisse,

Qu’il cascade dans ma bourse. »

## Liste de crimes

### Années 1870
- 26 juillet 1875 : dans le comté de Calaveras, la diligence de Sonora à Milton (en) est attaquée par un homme portant un sac de farine sur la tête avec deux trous pour les yeux.
- 26 décembre 1875 : dans le comté de Yuba, la diligence de North San Juan à Marysville est attaquée. Selon un journal de l'époque, quatre hommes participent au vol, dont un correspondant à la description du bandit solitaire et de ses "marques de fabrique". Les "trois autres hommes" étaient sur les coteaux autour de la diligence, et le conducteur voyait leurs "fusils". Quand les enquêteurs arrivent sur place, ils constatent que les « fusils » en question ne sont que des bâtons plantés dans les buissons.
- 2 octobre 1878 : dans le comté de Mendocino, près de Ukiah, Black Bart est aperçu pique-niquant au bord de la route avant l'attaque.
- 3 octobre 1878 : dans le comté de Mendocino, la diligence de Covelo à Ukiah. Black Bart va à la ferme de McCreary et paye pour un repas. Donna McCreary, une jeune fille de quatorze ans, fournit la première description détaillée de Black Bart : des cheveux châtain grisonnants, deux dents manquantes au milieu de la bouche, des yeux bleus profonds et perçants sous des sourcils épais. Des mains fines et une conversation d'intellectuel, égayée par des plaisanteries polies.
- 21 juin 1879 : dans le comté de Butte, la diligence de La Porte à Oroville. Black Bart dit au conducteur : « J'espère que vous avez plein d'or dans ce coffre, je n'ai presque plus d'argent. »
- 25 octobre 1879 : dans le comté de Shasta, la diligence de Roseburg dans l'Oregon à Redding. Vole des sacs de courrier dans la nuit de samedi à dimanche.
- 27 octobre 1879 : dans le comté de Shasta, la diligence d'Alturas à Redding. Jim Hume est sûr que Black Bart est le Frank Fox borgne, ancien de l'Ohio.

### Années 1880
- 22 juillet 1880 : dans le comté de Sonoma, la diligence de Point Arena à Duncan's Mills (en). (Même endroit que le 3 août 1877. La Wells Fargo l'ajoutera dans la liste quand il sera capturé.)
- 1er septembre 1880 : dans le comté de Shasta, la diligence de Weaverville à Redding. Près de French Gulch, Black Bart dit : « Dépêchez-vous d'envoyer les chiens; je me sens seul dans les montagnes  » (« Hurry up the hounds; it gets lonesome in the mountains »)[2].
- 16 septembre 1880 : dans le comté de Jackson, dans l'Oregon, la diligence de Roseburg à Yreka (Californie). Endroit le plus au nord où Black Bart s'est illustré.
- 23 septembre 1880 : dans le comté de Jackson, la diligence de Yreka à Roseburg (trois jours plus tard, le président Rutherford B. Hayes et le général William T. Sherman seront dans cette diligence). Le 1er octobre, une personne (Frank Fox ?) qui correspondait de près à la description de Black Bart est arrêtée à Elk Creek Station puis relâchée plus tard.
- 20 novembre 1880 : dans le comté de Siskiyou, la diligence de Redding à Roseburg. Cette attaque échoue à cause du bruit d'une autre diligence qui s'approche ou peut-être à cause d'une hachette dans la main du conducteur.
- 31 août 1881 : dans le comté de Siskiyou, la diligence de Roseburg à Yreka. Des sacs de courrier sont coupés en forme de "T", une autre caractéristique de Black Bart.
- 8 octobre 1881 : dans le comté de Shasta, la diligence de Yreka à Redding. Le conducteur de la diligence Horace Williams demande à Bart : « Ça vous fait combien ? » Black Bart répond : « Pas beaucoup pour les risques que j'ai pris. »
- 11 octobre 1881 : dans le comté de Shasta, la diligence de Lakeview à Redding. Hume perd la trace de Black Bart encore une fois.
- 15 décembre 1881 : dans le comté de Yuba, près de Marysville. Il prend les sacs de courrier, se fait capturer et s'échappe grâce à sa rapidité.
- 27 décembre 1881 : dans le comté de Nevada, en Californie, la diligence de San Juan nord à Smartsville. Rien n'est volé, mais Black Bart est indûment accusé d'une autre attaque de diligence à Smartsville.
- 26 janvier 1882 : dans le comté de Mendocino, la diligence de Ukiah à Cloverdale. À nouveau, la police est sur ses traces pendant une heure mais le perd après Kelseyville.
- 4 juin 1882 : dans le comté de Mendocino, la diligence de Little Lake (en) à Ukiah. Un postier de Willitsville (aujourd'hui Willits), Hiram Willits, est dans la diligence.
- 13 juillet 1882 : dans le comté de Plumas, la diligence de La Porte à Oroville. Cette diligence transporte de l'or et un homme armé, George Hackett, l'accompagne. Black Bart perd son chapeau pendant sa fuite. La même diligence est de nouveau attaquée à Forbes Town et Hackett foudroie le soi-disant bandit dans les buissons. Il avait été pris pour Black Bart par erreur.
- 17 septembre 1882 : dans le comté de Shasta, la diligence de Yreka à Redding. Une répétition de l'attaque du 8 octobre 1881 (même diligence, même endroit, même conducteur), mais Black Bart récupère seulement quelques dollars.
- 24 novembre 1882 : dans le comté de Sonoma, la diligence de Lakeport à Cloverdale. "Les 30 miles les plus longs du Monde."
- 12 avril 1883 : dans le comté de Sonoma, la diligence de Lakeport à Cloverdale. Une répétition de l'attaque précédente.
- 23 juin 1883 : dans le comté d'Amador, la diligence de Jackson à Ione.
- 3 novembre 1883 : dans le comté de Calaveras, la diligence de Sonora à Milton.

## Dans les œuvres de fiction
- Bandits de grands chemins (Black Bart), film biographique de George Sherman réalisé en 1948.
- La Diligence, album de bande dessinée de la série Lucky Luke par Morris et Goscinny. Black Bart y apparaît avec quelques vérités historiques (son identification grâce à une marque de blanchisseur, la vélocité de sa fuite), mais aussi des inventions et libertés (dont un poème farfelu) pour rendre le personnage plus humoristique.
- Le morceau Black Bart, dans l'album Outlaw Gentlemen and Shady Ladies du groupe de metal danois Volbeat, évoque le bandit.